# Oleguer de Montserrat i Rufet
Oleguer Montserrat i Rufet (Valls, Alt Camp, 1626 – Guissona, Segarra, 1694) fou un eclesiàstic català, doctorat en dret civil i canònic que ocupà els càrrecs d'ardiaca major de l'arquebisbat de Tarragona, bisbe d'Urgell i copríncep d'Andorra.

## Orígens
Oleguer Montserrat i Rufet, era fill de Pere Montserrat i Rufet, conegut per ser un col·laborador amb les autoritats franceses durant la Guerra dels segadors i prior de la Cúria del veguer el 1641, tot i que es va veure obligat a l'exili de Catalunya. Oleguer, nascut el 1626, tot i que alguns historiadors daten el seu naixement el 1617, fou educat pel seu oncle patern, Dionís Montserrat qui era provisor del cardenal Gaspar de Borja i Velasco, arquebisbe de Sevilla.

## Carrera administrativa
Oleguer, es va doctorar en dret civil i canònic el 1640 per la Universitat de Barcelona. De profundes conviccions religioses, s'establí a Roma entre 1647 i 1657 on es posà en contacte amb els cercles espirituals de Sant Felip Neri i sent membre de la prestigiosa Escola de Crist de Roma. El 1657 fou nomenat arquebisbe de Tarragona fins que el 1664 es traslladà a Barcelona per exercir com a assessor de la Generalitat de Catalunya, obtenint més tard el càrrec de subdelegat del Tribunal del breu Apostòlic. La seva carrera a l'administració no el va privar de la seva profunda militància religiosa, motiu pel qual fou el creador d'un oratori de Sant Felip Neri a Barcelona el 1674. Durant aquesta època, un dels seus protegits fou Francesc Ametller i Perer qui posteriorment seria un dels ponents dels Decrets de nova planta.

## Inquisició
Per aconseguir crear aquest oratori va patir un seguit d'entrebancs i un clima refractari a la seva obra espiritual. Aquest fet, acabaria amb una denúncia a la Inquisició per pràctiques herètiques i heterodoxes. Va patir presó el 1674, sent alliberat al cap de dos anys amb el decret de Non Obstantia, que el declarava innocent i li permetia l'exercici de càrrecs civils i religiosos.

## Carrera eclesiàstica
El 1678 és nomenat Canceller de l'Audiència, el càrrec més important després del de virrei en l'administració reial de l'època. Segons els historiadors, es creu que aquest càrrec fou decisió exclusiva de la corona, ja que el seu nom no figurà ni en la terna de virrei, el duc de Bournonville ni del Consell d'Aragó ni en la mateixa audiència. La hipotesi és que el nomenament es produí gràcies a la xarxa de solidaritat teixida al voltant dels membres de l'Escola de Crist de Roma, molts d'ells de gran influència en les corts, en una època de canvis en els cercles de poder a Madrid.
El 1689, Oleguer és nomenat Bisbe d'Urgell, un ascens habitual entre els cancellers de l'Audiència. Segons la literatura científica, Oleguer exercí l'administració de la seva diòcesi segons l'esperit tridentí, aplicant mesures de forta rigorositat moral, allunyades del laxisme jesuític.